# Lund, East Riding of Yorkshire
Lund är en by och civil parish med 289 invånare (2001) i East Riding of Yorkshire i England. Den grundades av vikingarna. Den äldsta byggnaden är kyrkan som byggdes under 1300-talet, även om den genomgått omfattande ombyggnationer sen dess. Byn fick marknadsrättigheter under 1200-talet. Den har så långt tillbaka som det finns källor varit ägd av självägande bönder. 
Kyrkan användes som inspelningsplats för filmen Lease of Life 1954 och många av byns invånare deltog i filmen som statister. Byn har vunnit Britain in Bloom inom kategorin by både på regional- och riksnivå.